# Beta-talassèmia
La beta-talassèmia (també coneguda com l'anèmia mediterrània) és un grup d'hemoglobinopaties hereditàries. Són formes de talassèmia causades per una síntesi reduïda o absent de les cadenes beta d'hemoglobina i poden provocar resultats diversos, des d'anèmies severes fins a condicions clínicament asimptomàtiques. La incidència global anual s'estima en 1 de cada 100.000. Les beta-talassèmies són causades per mutacions al gen HBB al cromosoma 11, i s'hereta de manera autonòmica recessiva. La gravetat de la malaltia depèn de la naturalesa de la mutació.
El blocatge del gen HBB porta a un decreixement de la síntesi de la cadena beta. La incapacitat del cos per construir noves cadenes beta porta a la producció inferior d'HbA. Les reduccions en l'HbA disponible per omplir els glòbuls vermells, al seu torn, porta a l'anèmia microcítica. L'anèmia microcítica acaba desenvolupant un funcionament insuficient de glòbuls vermells. A causa d'aquest factor, el pacient podria necessitar transfusions de sang per compensar el blocatge a les cadenes beta. La repetició continuada de transfusions sanguínies pot portar a una hemocromatosi, que acabar causant una intoxicació per ferro, que pot arribar a provocar siderosis miocardíaques i insuficiències cardíaques.